# Леополд I (Анхалт-Десау)
Вижте пояснителната страница за други личности с името Леополд I.
Леополд I фон Анхалт-Десау (на немски: Leopold I von Anhalt-Dessau, „Der Alte Dessauer“; * 3 юли 1676 в Десау; † 9 април 1747 в Десау) от род Аскани е от 1693 до 1747 г. управляващ княз на Анхалт-Десау и пруски генерал-фелдмаршал, важен реформатор и организатор на пруската войска.
Той е десетото дете на княз на бранденбургския генерал-фелдмаршал княз Йохан Георг II фон Анхалт-Десау (1627 – 1693) и нидерландската му съпруга Хенриета Катарина фон Насау-Орания (1637 – 1708). Негов кръстник е император Леополд I и получава неговото име. 
Леополд започва през 1698 г. самостоятелно да управлява своето княжество. След три месеца той се жени против желанието на майка му за Анна Луиза Фьорзе, която след три години (1701) е издигната от императора на имперска княгиня. Тя е регентка, когато нейният съпруг е на походи; следващите години той рядко е в Десау.

## Фамилия
Леополд I се жени (морганатичен брак) на 4 септември 1698 г. за Анна Луиза Фьозе (* 22 март 1677 в Десау; † 5 февруари 1745), дъщеря на дворцовия аптекар в Десау Рудолф Фьозе (1646 – 1693) и съпругата му Агнес Оме († 1707). През 1701 г. тя става имперска княгиня. Те имат децата:
- Вилхелм Густав (1699 – 1737), родоначалник на графовете на Анхалт, пруски генерал-лейтенант
- Леополд II Максимилиан, пруски генерал-фелдмаршал, от 1747 г. княз на Анхалт-Десау, женен за принцеса Гизела Агнес фон Анхалт-Кьотен (1722 – 1751)
- Дитрих (1702 – 1769), пруски генерал-фелдмаршал
- Фридрих Хайнрих Ойген, (1705 – 1781), пруски генерал-майор, саксонски фелдмаршал
- Хенриета Мария Луиза (1707 – 1707), живее само пет дена
- Луиза (1709 – 1732), омъжена за княз Виктор Фридрих II фон Анхалт-Бернбург (1700 – 1765)
- Мориц (1712 – 1760), пруски генерал-фелдмаршал
- Анна Вилхелмина (1715 – 1780), неомъжена
- Леополдина Мария (1716 – 1782), омъжена за маркграф Фридрих Хайнрих фон Бранденбург-Швет (1709 – 1788)
- Хенриета Амалия (1720 – 1793)

Той има със София Елеонора Зьолднер (1710 – 1779) извънбрачните деца:
- Георг Хайнрих фон Беренхорст (1733 – 1814), чрез него той е директен роднина на прочутия летец Манфред фон Рихтхофен (1892 – 1918)
- Карл Франц фон Беренхорст (1735 – 1804)